# 카즈빈밭쥐
카즈빈밭쥐(Microtus qazvinensis)는 비단털쥐과에 속하는 설치류의 일종이다. 이란에서 발견되며, 보통 유라시아밭쥐아속(Microtus 또는 Sumeriomys)으로 분류된다. 근연종 귄터밭쥐과는 차이가 나는 털 색, 더 복잡한 교합 패턴으로 구별할 수 있다.